# Ворожба (пункт контролю)
51°10′12″ пн. ш. 34°13′28″ сх. д. / 51.17000° пн. ш. 34.22444° сх. д.
Ворожба́ — пункт контролю через державний кордон України на кордоні з Росією.
Розташований на станції Ворожба в однойменному місті Сумської області, Білопільський район. Через місто проходить автошлях Р44. З російського боку знаходиться Глушківський район, Курська область.
Вид пункту пропуску — залізничний. Статус пункту пропуску — міжнародний.
Характер перевезень — пасажирський, вантажний. 
Окрім радіологічного, митного та прикордонного контролю, пункт контролю «Ворожба» може здійснювати лише фітосанітарний та ветеринарний контроль.
Пункт контролю «Ворожба» входить до складу митного посту «Конотоп» Сумської митниці..